# Illustrated man
Illustrated man er en dansk dokumentarfilm fra 1995 med instruktion og manuskript af Bent Staalhøj.

## Handling
Et moderne videoeventyr om kroppen som lærred for tatoveringer i S/H og farve som var de malet af Rouault, El Greco og Picasso. En mareridtsagtig drøm og rejse mod et rumskib og evigheden. En flugt væk fra den intense smerte og ind i en livsvarig identitetsforandring, som er det eneste ved ens eget udseende, man selv har valgt. En fortælling om at overvinde sine fordomme.